# Piotr Dolgov
Piotr Ivanovitch Dolgov (en russe : Пётр Иванович Долгов) est un colonel de l’armée de l’air soviétique.

## Biographie
Il trouve la mort le 1er novembre 1962, alors qu’il tente un saut en parachute depuis l’altitude de 28 640 mètres, depuis un ballon Volga. Il meurt d’une dépressurisation brutale de sa combinaison spatiale lorsque la visière de son casque heurte le montant de la cabine et se fend. Même en cas de succès, ce saut en altitude extrême n’aurait toutefois pas battu celui qu’effectua Joseph Kittinger, le 16 août 1960, d’une altitude record de 31 300 mètres.
Au cours des années sont apparues plusieurs rumeurs selon lesquelles Dolgov aurait trouvé la mort le 11 octobre 1960 à bord d’un vaisseau Vostok expérimental, six mois avant le vol historique de son compatriote Youri Gagarine. Ces rumeurs (qui donnèrent lieu à plusieurs rapports erronés) firent de Dolgov un cosmonaute fantôme, bien qu’il n’ait jamais été sélectionné en tant que cosmonaute.
Une version romancée de la mort de Dolgov, par l'écrivain américain de science-fiction Andy Duncan, est parue en 2001 sous forme de nouvelle publiée dans la revue Asimov's Science Fiction magazine et fut sélectionnée pour le prix Hugo. Il est fort probable que cette nouvelle contribua, involontairement, à accréditer la thèse des « cosmonautes fantômes » dans l’opinion publique.